# Blepharita aquilina
Blepharita aquilina är en fjärilsart som beskrevs av Moritz Balthasar Borkhausen 1792. Blepharita aquilina ingår i släktet Blepharita och familjen nattflyn. Inga underarter finns listade i Catalogue of Life.